# Resolució 2276 del Consell de Seguretat de les Nacions Unides
La Resolució 2276 del Consell de Seguretat de les Nacions Unides, fou adoptada per unanimitat el 24 de març de 2016. El Consell va ampliar el grup d'experts que va supervisava les sancions contra Corea del Nord durant un any.

## Antecedents
Ja el 1992 es va arribar a un acord sobre la congelació del programa nuclear de Corea del Nord. A principis del segle xxi, però, el país va entrar en col·lisió amb els Estats Units, quan el president George W. Bush va incloure el país a l'anomenat eix del mal. Corea del Nord va reprendre el desenvolupament d'armes nuclears i míssils balístics. El 2006, el país va realitzar una primera prova nuclear, seguida el 2009 per uns segons. Posteriorment, es van imposar sancions contra el país. El 2012 va llançar amb èxit un coet amb un satèl·lit artificial i, per tant, va violar les sancions que li prohibien desenvolupar tecnologia nuclear i de míssils. El Consell de Seguretat va decidir imposar sancions més estrictes al país. Com a reacció contrària, Corea del Nord va dur a terme una nova prova nuclear a principis de 2013. En va seguir una nova prova nuclear el gener de 2016; aquesta vegada amb una bomba d'hidrogen.

## Contingut
El mandat del grup d'experts creat el 2009 es va ampliar fins al 24 d'abril de 2017. Es va decidir que les noves sancions, introduïdes amb la Resolució 2270, també estaven cobertes per aquest mandat.